# Sofyan Mbarki
Sofyan Mbarki (Amsterdam, 30 juni 1984) is een Nederlands politicus. Namens de PvdA is hij sinds 1 juni 2022 wethouder van Amsterdam.

## Biografie

### Maatschappelijke loopbaan
Mbarki ging van 1995 tot 2001 naar het Hervormd Lyceum West in Amsterdam. Hij volgde van 2001 tot 2006 een heao-opleiding Management, Economie & Recht aan de Hogeschool Holland in Diemen en van 2006 tot 2007 een 2e graads lerarenopleiding Economie aan de Educatieve Hogeschool van Amsterdam. Verder volgde hij tussen 2011 en 2012 een opleiding Assessor docenten VO bij Competentiethermometer BV en een opleiding Onderwijsmanagement bij de Nederlandse School voor Onderwijsmanagement.
Mbarki was van 2006 tot 2007 pedagogisch medewerker bij de jeugdinrichting het Jongeren Opvang Centrum (JOC) in Amsterdam en van 2007 tot 2009 projectmanager jongerenparticipatie bij YoungWorks. Vanaf 2010 was hij trainer/adviseur bij Behrgroep Nederland van onder andere inclusief vakmanschap, icc en omgangsvormen en integriteit. Van 2015 tot 2018 was hij lid van de Onderwijsraad.
Mbarki was daarnaast werkzaam in het onderwijs; hij was van 2006 tot 2010 docent economie en mentor vmbo op het Hervormd Lyceum West en van 2009 tot 2010 coördinerend docent economie en mentor op het ROC ASA. Van 2010 tot 2016 was hij teammanager vmbo-mbo op het Calvijn met Junior College. Hij was verder vanaf 2018 lid van de raad van advies van de Politieacademie en lid van de raad van toezicht van het Regio College.

### Politieke loopbaan
Mbarki was van 2014 tot 2022 gemeenteraadslid van Amsterdam, vanaf 2018 als fractievoorzitter van de PvdA. Hij was woordvoerder openbare orde & veiligheid, jeugd & diversiteit en wonen. Hij stond op plek 16 van de kandidatenlijst van de PvdA voor de Tweede Kamerverkiezingen van 2021. Op 1 juni 2022 werd hij wethouder van Amsterdam en kreeg hij in zijn portefeuille economische zaken, sport & recreatie, MBO agenda, beroepsonderwijs & toeleiding arbeidsmarkt, jongerenwerk en aanpak binnenstad.
In juni 2025 werd Mbarki verkozen tot nieuwe partijleider van de PvdA in Amsterdam en tot lijsttrekker van de PvdA voor de gemeenteraadsverkiezingen van 2026 in Amsterdam.

### Persoonlijk
Mbarki werd geboren in Amsterdam-Zuid en groeide op in de Osdorper Ban. Hij is gehuwd en vader van twee kinderen. Zijn hobby's zijn lezen, reizen en voetbal.
- Parlement.com: vle4c0t0tgsh